# Hydrophiloidea
Super-famille
Les Hydrophiloidea sont une super-famille d'insectes coléoptères qui comprend, selon les auteurs, six ou neuf familles :
- Epimetopidae Zaitzev, 1908
- Georyssidae Laporte, 1840
- Helophoridae Leach, 1815
- Hydrochidae Thomson, 1859
- Hydrophilidae Latreille, 1802 -- nécrophores aquatiques
- Spercheidae Erichson, 1837